# Venafro
Venafro est une commune italienne de la province d'Isernia, dans la région Molise.

## Géographie
Venafro se trouve à 17 km à l'est de Cassino, à 26 km au nord de Teano, à 21 km au sud-ouest d'Isernia, à environ 73 km de Naples et à 137 km du centre de Rome.
La ville se trouve sur une plaine à une altitude de 200 mètres, et est bordée à l'ouest par des montagnes d'environ 800 à 1 100 mètres. 
Elle est bordée à l'est par le Volturno.

## Histoire
La ville antique de Vénafre, en latin Venafrum, était située dans la haute vallée du Vulturne sur la via Latina, et constituait la dernière cité au nord de la Campanie avant d'entrer dans le Latium.
Caton l'Ancien mentionne ses manufactures d'épées, de tuiles et de cordages, tandis que plus tard sa production d'huile d'olive fut célébrée, réputée être la meilleure d'Italie.
Selon la légende, la ville fut fondée par Diomède, mais de nombreuses trouvailles archéologiques dans la plaine tendent à prouver que la zone est occupée depuis la préhistoire.
Elle connut peut-être le passage de plusieurs peuples (tels les Étrusques, fondateurs de la colonie de Cesennia, à une dizaine de kilomètres), mais c'est une ville samnite au IVe siècle av. J.-C., et qui certainement participe dès les premiers combats à la guerre contre Rome.
Lors de la guerre sociale, en -88, la ville possédait une garnison romaine de deux cohortes, mais elle tomba par trahison dans les mains du chef samnite Marius Egnatius (nl), qui fit passer par le fil de l'épée tous les légionnaires. Sylla fit plus tard raser la ville.
Le tribun de la plèbe Rullus proposa par sa loi agraire de partager le territoire de Vénafre entre les citoyens romains, mais Cicéron fit avorter ce projet. Une colonie y fut implantée sous Auguste. 
La ville fut florissante sous l'Empire, mais il ne subsiste aujourd'hui rien de ce temps, hormis quelques fragments d'un édifice qu'on croit être un amphithéâtre.
Le centre historique actuel ressemble à un site fortifié, mais il est éloigné de l'ancien centre romain.

### Cimetière militaire français de Venafro
Durant la Campagne d'Italie en 1944, Venafro était le lieu du PC du Corps expéditionnaire français en Italie du général Juin au moment des combats de la Bataille du Monte Cassino en 1944. 
Le cimetière de Venafro regroupe les soldats français morts au Belvédère et dans les hôpitaux de Naples. Il comprend un carré chrétien et un carré musulman. 
On recense 4 578 tombes (1 448 stèles chrétiennes, 3 130 stèles musulmanes, des tombes animistes et judaïques)..

## Administration

### Hameaux
Ceppagna, Le Noci, Vallecupa

### Communes limitrophes
Capriati a Volturno, Ciorlano, Conca Casale, Mignano Monte Lungo, Pozzilli, San Pietro Infine, San Vittore del Lazio, Sesto Campano

## Culture

### Sport
La ville dispose de plusieurs installations sportives, parmi lesquelles le Stade Marchese del Prete, qui accueille la principale équipe de football de la ville, l'Unione Sportiva Venafro.